# Bibliothèque nationale d'Izmir
La bibliothèque nationale d'Izmir (en turc : İzmir Millî Kütüphane) est une bibliothèque de Turquie fondé en 1912 et basé à Izmir. Elle relève juridiquement du statut de la fondation (en turc : vakıf) depuis 1977.

## Historique
La bibliothèque nationale est fondée en 1912 par les autorités ottomanes.

## Présidence
Le président de la bibliothèque nationale d'Izmir est depuis 2000 Ulvi Puğ.